# Xadrez Omega
O Xadrez Omega é uma variante do xadrez sendo jogado num tabuleiro de dez colunas por dez fileiras e com quatro casas adicionais nos cantos extremos, como uma continuação das diagonais principais do tabuleiro. A variante emprega quatro peças não-ortodoxas, dois mágicos e dois campeões além de dois peões extras para cada jogador, totalizando assim vinte duas peças sobre o tabuleiro.
Devido a adição das casas extras, o Xadrez Omega oferece novas possibilidades táticas como vencer utilizando somente dois cavalos ou empatar com duas torres, contra um Rei solitário.
| w4 wd |       |       |       |       |       |       |       |       |       |       | w3 wd |
| 9     | a9 zd | b9 rd | c9 nd | d9 bd | e9 qd | f9 kd | g9 bd | h9 nd | i9 rd | j9 zd | 9     |
| 8     | a8 pd | b8 pd | c8 pd | d8 pd | e8 pd | f8 pd | g8 pd | h8 pd | i8 pd | j8 pd | 8     |
| 7     | a7    | b7    | c7    | d7    | e7    | f7    | g7    | h7    | i7    | j7    | 7     |
| 6     | a6    | b6    | c6    | d6    | e6    | f6    | g6    | h6    | i6    | j6    | 6     |
| 5     | a5    | b5    | c5    | d5    | e5    | f5    | g5    | h5    | i5    | j5    | 5     |
| 4     | a4    | b4    | c4    | d4    | e4    | f4    | g4    | h4    | i4    | j4    | 4     |
| 3     | a3    | b3    | c3    | d3    | e3    | f3    | g3    | h3    | i3    | j3    | 3     |
| 2     | a2    | b2    | c2    | d2    | e2    | f2    | g2    | h2    | i2    | j2    | 2     |
| 1     | a1 pl | b1 pl | c1 pl | d1 pl | e1 pl | f1 pl | g1 pl | h1 pl | i1 pl | j1 pl | 1     |
| 0     | a0 zl | b0 rl | c0 nl | d0 bl | e0 ql | f0 kl | g0 bl | h0 nl | i0 rl | j0 zl | 0     |
| w1 wl |       |       |       |       |       |       |       |       |       |       | w2 wl |

## Regras

### As novas peças
| w4 |       |       |       |       |       |       |       |       |    |       | w3 |
| 9  | a9 xx | b9    | c9 xx | d9    | e9 xx | f9    | g9    | h9    | i9 | j9    | 9  |
| 8  | a8    | b8    | c8 xx | d8 nl | e8    | f8 xo | g8    | h8 xo | i8 | j8 xo | 8  |
| 7  | a7 xx | b7 xx | c7 zd | d7 xx | e7 xx | f7    | g7 wd | h7    | i7 | j7    | 7  |
| 6  | a6    | b6    | c6 xx | d6 xo | e6    | f6 xo | g6    | h6 xo | i6 | j6 xo | 6  |
| 5  | a5 xx | b5    | c5 xx | d5    | e5 xx | f5    | g5    | h5    | i5 | j5    | 5  |
| 4  | a4    | b4    | c4 pd | d4 pl | e4    | f4 xo | g4    | h4 xo | i4 | j4    | 4  |
| 3  | a3    | b3 pl | c3 pd | d3 oo | e3    | f3    | g3    | h3    | i3 | j3    | 3  |
| 2  | a2 pl | b2 oo | c2    | d2 oo | e2    | f2    | g2    | h2    | i2 | j2    | 2  |
| 1  | a1 oo | b1 oo | c1    | d1 oo | e1    | f1    | g1    | h1    | i1 | j1    | 1  |
| 0  | a0    | b0    | c0    | d0 kl | e0 rl | f0    | g0 rl | h0 kl | i0 | j0    | 0  |
| w1 |       |       |       |       |       |       |       |       |    |       | w2 |

- Campeão : pula duas casas em qualquer direção ou uma casa na direção ortogonal. O Campeão do Rei branco pode começar o jogo movendo-se para Ch2 ou Cj2. No diagrama ao lado seu movimento é indicado por X e na posição indicada pode capturar o Cavalo adversário.
- Mágico : assim como o Bispo, possui a fraqueza da cor, move-se pulando {1,3} ou {3,1} casas em qualqer direção, ou movendo-se uma casa na direção diagonal.  O mágico do Rei branco pode iniciar o jogo movendo-se para Mj2. Seu movimento é indicado por uma bola preta no diagrama e pode capturar o Cavalo adversário na posição.

### Peões
- O Peão pode-se mover uma, duas ou três casas no primeiro movimento e captura e é promovida assim como no xadrez ocidental.
- A captura en passant também é utilizada. O peão d no diagrama ao lado pode ser capturado en passant por qualquer dos dois peões negros na coluna c e o peão b pode ser capturado normalmente pelo peão c4 ou en passant pelo peão em c3.

### Roque
As regras do roque são normalmente utilizadas, com o Rei movendo-se por duas casas pela fileira e a torre sendo colocada na casa entre a posição inicial e final do Rei, conforme indicado no diagrama.